# Rainhill

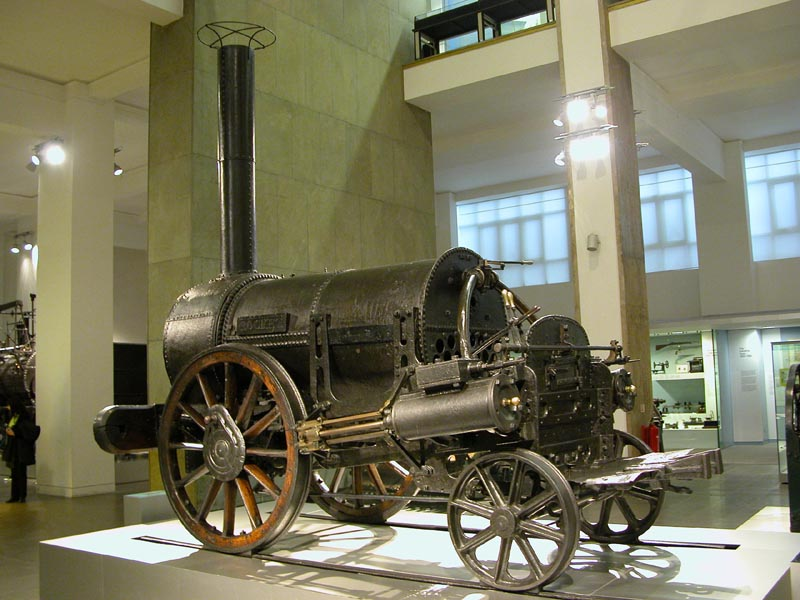
A Rocket

Rainhill egy falu és polgári község Angliában, Merseyside-ban, St Helens Metropolitan Borough-ban. Lakossága a 2011-es népszámláláskor 10 853 fő volt.
Történelmileg Lancashire része volt, Rainhill a Prescot egyházi plébániához és West Derby százához tartozó település volt. Az 1894-es önkormányzati törvényt követően a Whiston Rural District része lett.
A település közelében zajlott 1829-ben Rainhilli mozdonypróba, melynek eredményeként George Stephenson Rocketjét választották ki a Liverpool and Manchester Railway gőzmozdonyának.